# Lecudina bogolepovae
Lecudina bogolepovae is een soort in de taxonomische indeling van de Myzozoa, een stam van microscopische parasitaire dieren. Het organisme komt uit het geslacht Lecudina en behoort tot de familie Lecudinidae. Lecudina bogolepovae werd in 1971 ontdekt door Levine.